# Tachina bombylia
Tachina bombylia är en tvåvingeart som först beskrevs av Villeneuve 1936.  Tachina bombylia ingår i släktet Tachina och familjen parasitflugor. Inga underarter finns listade i Catalogue of Life.